# 解 (公文書)
解（げ）とは、律令制において下級の官司（被管）より上級の官司（所管）にあてて提出される公文書のこと。

## 概要
公式令にその書式が定められており、冒頭に「（下級官司）解申其事（げしもうすそのこと）」と記し、内容を記載後書止として、太政官充てであれば「謹解（つつしんでげす）」・それ以外の官司であれば「以解（もってげす）」と記してくくり、その後に年月日、上申者とその所属官司を構成する全員の官位姓名を記載することになっている。
ただし、公式令に規定された解の書式は、唐の律令法では「刺」と呼ばれる書式に相当（解は別に存在）し、日本の公式令では刺を採用せずに解に刺の機能を持たせたと考えられている。更に時代が下るにつれて公式令で規定された他の上申文書で書かれるべき事案についても解によって作成されるようになっていった（後述）。
なお、東京都稲城市大丸にあり、奈良時代に武蔵国分寺と武蔵国府の屋根瓦を製造していた瓦谷戸窯跡から出土した方形磚の一つに『蒲田郷長謹解申、武蔵国荏原郡（かまたごうのおさつつしみてげしもうす。むさしのくにえばらぐん）』と読める文字が刻書されたものがあり、これは現在の東京都大田区蒲田付近にあった「蒲田郷」の郷長が、現在の品川区・大田区付近にあり、上級庁にあたる荏原郡の郡衙にあてた解の一部と見られている。
律令制においては官司の上下関係は明確であるため、解の提出先である上級官司は自ずから定まっており、差出所である下級官司の名称は記載されていても、宛所である上級官司は記載しないことになっていた（職・寮・司・郡→八省・国司・大宰府→太政官）。ただし、例外として神祇官と太政官の間では、神祇官が太政官側に解を出すことになる。また、本来は令外官や寺社より太政官に上申する場合には牒が用いられ、個人が役所に出す文書には辞などが用いられていたが、後にはこれらの文書も一括して解として処理されるようになった。更には民間も含めて下位者から上位者に出す文書は全て「解」と称されるようになるが、これは、律令制以前においては上申は全て口頭で申すことを原則としていたが、解の書式がその手続をそのまま文書化したための名残が反映されたものとも言われている。